# Porc-épic d'arbre mexicain
Sphiggurus mexicanus
Espèce
Statut de conservation UICN

 LC  : Préoccupation mineure
Statut CITES
Le Porc-épic préhensile mexicain ou Porc-épic d’arbre mexicain[réf. nécessaire] (Sphiggurus mexicanus) est une espèce de rongeurs de la famille des Erethizontidae. On rencontre ce porc-épic en Amérique centrale (Costa Rica, Salvador, Guatemala, Honduras, Mexique, Panama et, probablement, Belize et Nicaragua).

## Description

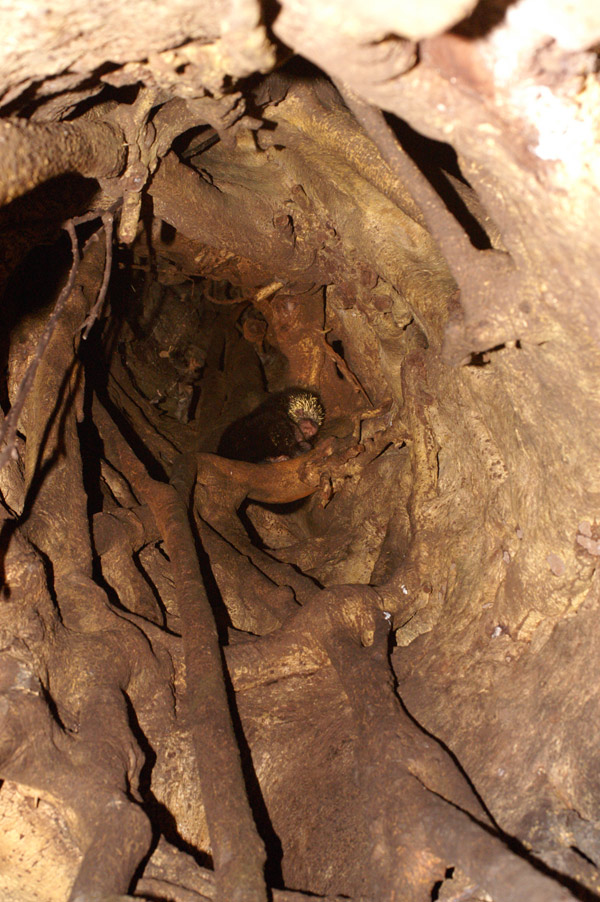
Porc-épic préhensile mexicain dans un arbre

Ce sont des animaux terrestres nocturnes et arboricoles à queue préhensile qui fréquentent des forêts variées où ils dorment durant le jour dans les arbres, mais dont il leur arrive de descendre à la nuit tombée. Cet animal est végétarien et se nourrit de fruits, feuilles, graines, etc. La femelle ne donne naissance qu'à un seul petit.
Les populations de cet animal sont en déclin.

## Classification
Cette espèce a été décrite pour la première fois en 1792 par le naturaliste britannique Robert Kerr (1755-1813).

### Liste des sous-espèces
Selon Mammal Species of the World (version 3, 2005)  (3 mars 2014) :
- sous-espèce Sphiggurus mexicanus laenatus
- sous-espèce Sphiggurus mexicanus mexicanus
- sous-espèce Sphiggurus mexicanus yucataniae